# Herb La Rioja

Herb autonomicznej wspólnoty La Rioja przedstawia na tarczy obrzeżonej błękitnie z trzema złotymi liliami, dzielonej w słup, w polu prawym złotym zielone wzgórze z czerwonym krzyżem św. Jakuba między dwiema muszlami srebrnymi u podstawy. W polu lewym czerwonym złoty zamek i most nad srebrno-błękitnymi falami. Nad tarczą korona królewska.

## Symbolika
Krzyż św. Jakuba i muszle w polu prawym symbolizują położenie La Rioja na szlaku pielgrzymek z Francji (El Camino Frances) do grobu św. Jakuba w Composteli, natomiast góra to Monte Laturce, związana z bitwą przeciw Maurom pod Clavijo i legendarną interwencją św. Jakuba. Most w polu lewym to most nad Ebro w Logroño (z herbu Logroño). Zamek symbolizuje Kastylię do której region należał od średniowiecza.

## Historia
Herb w obecnej wersji przyjęty został 31 maja 1985 roku, jest poprawioną wersją herbu prowincji Logroño z 1957 roku.